# Horbach (Grafengehaig)
Horbach ist ein Gemeindeteil des Marktes Grafengehaig im oberfränkischen Landkreis Kulmbach. Horbach liegt in der Gemarkung Horbach.

## Geografie
Das Dorf liegt auf einem Höhenzug des Frankenwaldes. Eine Gemeindeverbindungsstraße führt an Vordererb und Oberweißenstein vorbei nach Grünlas (1,5 km südwestlich) bzw. nach Rappetenreuth zur Kreisstraße KU 26 (0,7 km östlich). Der an der Teilstrecke „b“ des „Adolf-Haack-Weges“ gelegene Ort bietet mit einem Gasthaus auch ein Einkehrmöglichkeit an diesem Wanderweg an.

## Geschichte
Horbach wurde ebenso wie der Nachbarort Grünlas im Zusammenhang mit einer Schenkung erwähnt, als 1189 es zusammen mit der Pfarrei Marienweiher vom hochstiftisch-bambergischen Bischof Otto II. von Bamberg an das Kloster Langheim übereignet wurde. Im Jahr 1609 waren es die Adelsgeschlechter der von Guttenberg und der von Wirsberg, die Güter im Dorf besaßen. Horbach war früher der Wohnort zahlreicher Handweber, die bis in die 1930er Jahre zu den Textilfabriken nach Helmbrechts pendelten.
Gegen Ende des 18. Jahrhunderts bestand Horbach aus 12 Anwesen. Das Hochgericht übte das Burggericht Guttenberg aus. Es hatte ggf. an das bambergische Centamt Marktschorgast auszuliefern. Die Dorf- und Gemeindeherrschaft hatte das Burggericht Guttenberg. Grundherren waren das Burggericht Guttenberg (1 Gut), das Rittergut Steinenhausen (1 Hof), das Rittergut Guttenberg-Schlößlein (2 Halbhöfe, 2 Güter, 1 Söldengut, 4 Tropfhäuser) und das bambergische Kastenamt Stadtsteinach (1 Gütlein).
1810 kam Horbach zum Königreich Bayern. Mit dem Gemeindeedikt wurde der Ort dem 1812 gebildeten Steuerdistrikt Eppenreuth zugewiesen. Zugleich entstand die Ruralgemeinde Horbach, zu der Mesethmühle, Vollaufmühle, Vordererb und Weißenstein gehörten. Sie war in Verwaltung und Gerichtsbarkeit dem Landgericht Münchberg zugeordnet und in der Finanzverwaltung dem Rentamt Münchberg. Von 1819 bis 1848 übernahm das Herrschaftsgericht Guttenberg weitestgehend die Befugnisse, die das Landgericht hatte. 1840 wurde die Gemeinde an das Landgericht Stadtsteinach und 1853 an das Rentamt Stadtsteinach überwiesen (1919 in Finanzamt Stadtsteinach umbenannt). Am 1. Oktober 1843 wurde Vordererb nach Hohenberg umgemeindet. Ab 1862 gehörte Horbach zum Bezirksamt Stadtsteinach (1939 in Landkreis Stadtsteinach umbenannt). Die Gerichtsbarkeit blieb beim Landgericht Stadtsteinach (1879 in Amtsgericht Stadtsteinach umgewandelt). Am 8. April 1927 kam Vordererb wieder zur Gemeinde Horbach. 1964 hatte die Gemeinde eine Gebietsfläche von 2,159 km². Am 1. Januar 1972 wurde die Gemeinde Horbach in Grafengehaig eingegliedert.

### Baudenkmäler
- Haus Nr. 5: Türrahmung

### Einwohnerentwicklung
Gemeinde Horbach
| Jahr      | 1840   | 1852   | 1855   | 1861   | 1867   | 1871   | 1875   | 1880   | 1885   | 1890   | 1895   | 1900   | 1905   | 1910   | 1919   | 1925   | 1933   | 1939   | 1946   | 1950   | 1952   | 1961  | 1970   |
| Einwohner | 213    | 161    | 189    | 171    | 198    | 198    | 212    | 200    | 186    | 181    | 161    | 159    | 171    | 197    | 164    | 167    | 155    | 135    | 184    | 162    | 134    | 106   | 85     |
| Häuser    |        |        |        |        |        | 22     |        |        | 23     | 23     |        | 23     |        |        |        | 23     |        |        |        | 23     |        | 24    |        |
| Quelle    | [ 12 ] | [ 12 ] | [ 12 ] | [ 13 ] | [ 14 ] | [ 15 ] | [ 16 ] | [ 17 ] | [ 18 ] | [ 19 ] | [ 12 ] | [ 20 ] | [ 12 ] | [ 21 ] | [ 12 ] | [ 22 ] | [ 12 ] | [ 12 ] | [ 12 ] | [ 23 ] | [ 12 ] | [ 8 ] | [ 24 ] |

Ort Horbach
| Jahr      | 001818 | 001819 | 001861 | 001871 | 001885 | 001900 | 001925 | 001950 | 001961 | 001970 | 001987 |
| Einwohner |        | 119 *  | 122    | 151    | 139    | 123    | 137    | 140    | 90     | 66     | 37     |
| Häuser    | 14     |        |        |        | 18     | 18     | 19     | 18     | 19     |        | 20     |
| Quelle    | [ 7 ]  | [ 25 ] | [ 13 ] | [ 15 ] | [ 18 ] | [ 20 ] | [ 22 ] | [ 23 ] | [ 8 ]  | [ 26 ] | [ 1 ]  |

## Religion
Horbach ist seit der Reformation gemischt konfessionell. Die Protestanten gehören zur Pfarrei Zum Heiligen Geist (Grafengehaig), die Katholiken waren ursprünglich nach Mariä Heimsuchung in Marienweiher gepfarrt. und kamen in der zweiten Hälfte des 20. Jahrhunderts zur Kuratie St. Josef (Hohenberg).